# Regio (Málaga)

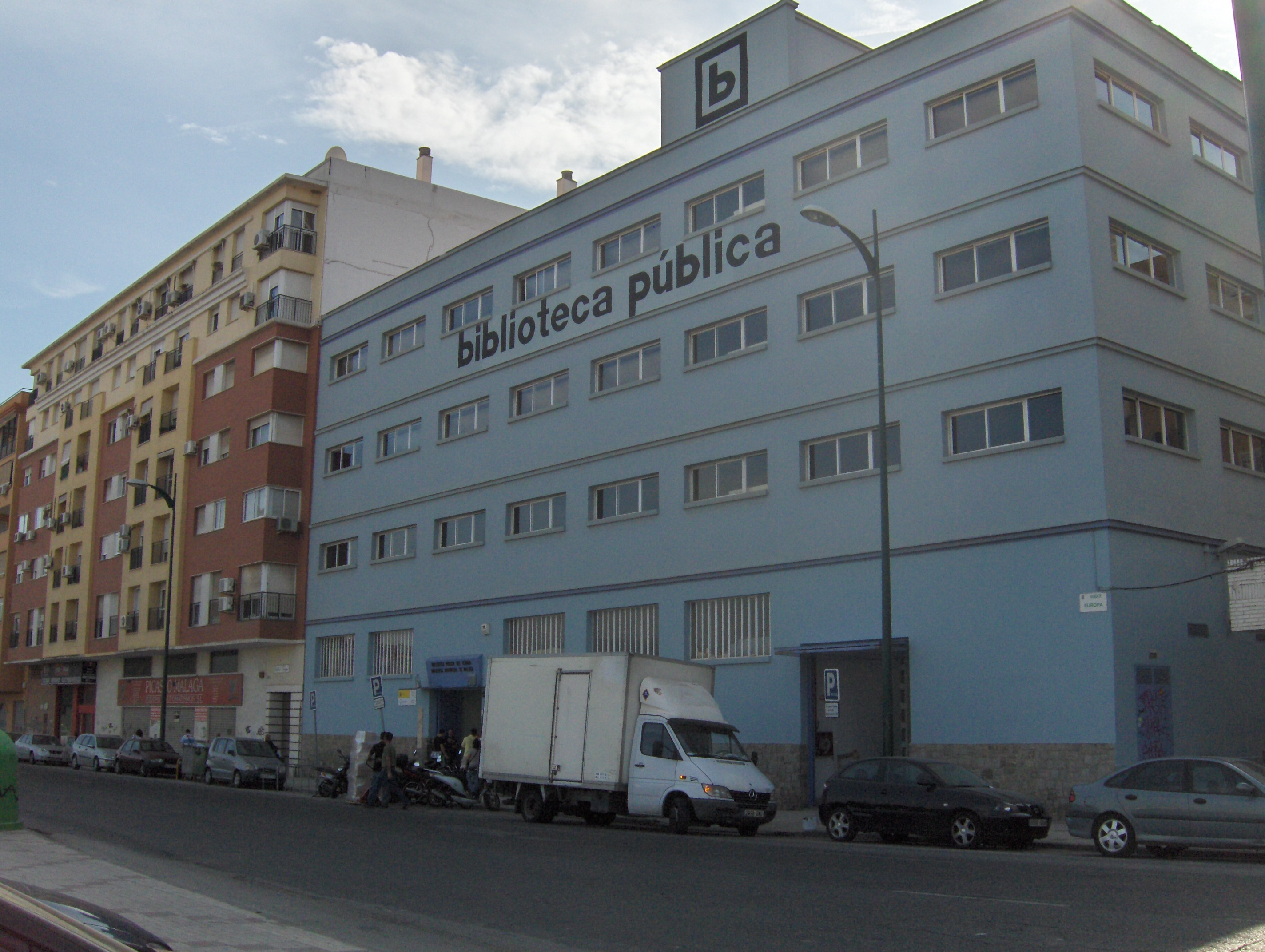
La Biblioteca Provincial de Málaga, en la Avenida de Europa.

Regio es un barrio perteneciente al distrito Carretera de Cádiz de la ciudad andaluza de Málaga, España. Según la delimitación oficial del ayuntamiento, limita al nordeste con el barrio de La Princesa; al sureste con los barrios de Alaska y 25 Años de Paz; al suroeste con San Carlos Condote; y al noroeste con el barrio de Dos Hermanas y los antiguos terrenos de repsol.

## Transporte
En autobús queda conectado mediante las siguientes líneas de la EMT: 
| Línea | Trayecto                                        | Recorrido | Frecuencia                                     |
| ----- | ----------------------------------------------- | --------- | ---------------------------------------------- |
| 1     | Parque del Sur - Avda. Europa (San Andrés)      | Recorrido | 8-9 minutos                                    |
| 3     | Paseo del Parque - Puerta Blanca                | Recorrido | 8 minutos                                      |
| 10    | Alameda Principal - Churriana                   | Recorrido | 25-30 minutos                                  |
| 15    | La Virreina - Santa Paula                       | Recorrido | 11-12 minutos                                  |
| 16    | Paseo del Parque - La Térmica                   | Recorrido | 12-13 minutos                                  |
| 19    | Paseo del Parque - Aeropuerto                   | Recorrido | 30-35 minutos                                  |
| 22    | Avda. Molière - Universidad                     | Recorrido | 10 minutos (16-18 minutos en época no lectiva) |
| 27    | Avenida M. A. Heredia - Polígono I. Guadalhorce | Recorrido | 70-80 minutos                                  |
| 31    | Alameda Principal - Mainake                     | Recorrido | 18-25 minutos                                  |
| N1    | Puerta Blanca - El Palo                         | Recorrido | 25 minutos                                     |